# K.u.k. Feldjägerbataillon Nr. 22
Das k.u.k. Feldjägerbataillon Nr. 22 war von 1849 bis 1918 ein Bataillon der Gemeinsamen Armee und damit Teil der Landstreitkräfte Österreich-Ungarns.

## Geschichte
Das Bataillon wurde zum 1. April 1849 als k. k. Galizisches Jäger-Bataillon Nr. 22 aus der 5. und 6. Kompanie des nachmaligen k. u. k. Feldjägerbataillons Nr. 12 aufgestellt. Diese wurden zur 1. und 2. Kompanie. Die Aufstellung der 3. und 4. Kompanie erfolgte durch die Anwerbung von Rekruten zunächst in Karthaus, später dann in Mauer bei Wien. 1853 in k. k.  Jäger-Bataillon Nr. 22 umbenannt, erhielt es 1871 mit dem Umzug nach Komotau den Namen k. u. k. Böhmisches Jäger-Bataillon Nr. 22. 1878 wurde es als k. u. k. Böhmisches Feld-Jäger-Bataillon Nr. 22 bezeichnet und ab 1908 als k. u. k. Böhmisches Feldjägerbataillon Nr. 22. 1880 wird die Reserve-Kompanie zur Aufstellung des k. u. k. Feld-Jäger-Bataillons Nr. 38 in Kaaden abgegeben.
Volkstümlich wurde es Egerländer Feldjägerbataillon genannt.

### Garnisonen
| Jahr          | Stab               | Reserve-Kompanie und Ergänzungs-Kompanie-Kader-Station | Bemerkungen                                                           |
| ------------- | ------------------ | ------------------------------------------------------ | --------------------------------------------------------------------- |
| 1849 bis 1850 | Szathmár           | Przemyśl                                               | -                                                                     |
| 1850 bis 1853 | Leutschau          | Znaim                                                  | -                                                                     |
| 1853 bis 1855 | Fünfkirchen        | Przemysl                                               | -                                                                     |
| 1855 bis 1857 | Oedenburg          | Przemysl                                               | -                                                                     |
| 1857 bis 1859 | Gran               | Przemysl                                               | 1857 Einführung der Ergänzungsbezirke                                 |
| 1859 bis 1860 | Oedenburg          | Przemysl                                               | -                                                                     |
| 1860 bis 1863 | Wien und Preßburg  | Przemysl                                               | -                                                                     |
| 1863 bis 1865 | Prag               | Przemysl                                               | -                                                                     |
| 1865 bis 1866 | Kiel               | Przemysl                                               | -                                                                     |
| 1866 bis 1867 | St. Pölten         | Przemysl                                               | -                                                                     |
| 1867 bis 1868 | Herzogenburg       | Przemysl                                               | ab 1867 Ergänzung aus dem Bezirk Prag des Infanterie-Regiments Nr. 28 |
| 1868 bis 1869 | Wilhelmsburg       | Przemysl                                               | -                                                                     |
| 1869 bis 1871 | Ungarisch Hradisch | Przemysl                                               | -                                                                     |
| 1871 bis 1880 | Komotau            | Przemysl, ab 1873 Komotau                              | ab 1873 Ergänzung aus dem Bezirk Eger des Infanterie-Regiments Nr. 73 |
| 1880 bis 1881 | Gacko              | Prag                                                   | -                                                                     |
| 1881 bis 1882 | Banja Luka         | Prag                                                   | -                                                                     |
| 1882 bis 1888 | Prag               | Eger                                                   | -                                                                     |
| 1888 bis 1891 | Livno              | Eger                                                   | ab 1889 Ergänzung aus dem ganzen Territorialbereich                   |
| 1891 bis 1906 | Prag               | Eger                                                   | -                                                                     |
| 1906 bis 1910 | Neuhaus            | Eger                                                   | -                                                                     |
| 1910 bis 1914 | Tione              | Eger                                                   | -                                                                     |
| 1914          | Borgo              | Eger                                                   | -                                                                     |

### Teilnahme an Gefechten und Kampfhandlungen
1849 Teilnahme am Feldzug in Ungarn
- 26. und 27. Juni 1849: Gefecht bei Arpás.
- 28. Juni 1849: Gefecht bei Szemere.
- 5. August 1849 Übergang über die Theiß, am 9. August nach Temesvar und am 19. August nach Déva, wo der Feldzug endete.

Verluste: 2 gefallene und 8 verwundete Soldaten sowie 1 Vermisster.
1854 infolge des Russisch-türkischen Kriegs
- am 28. Februar mobilisiert und bis 1855 zur Grenzsicherung im Osten eingesetzt.

1859 Teilnahme am Feldzug in Italien
- ab Mai 1859 bis zum Vorfrieden von Villafranca im Juli 1859 Einsatz im Küstenschutz.

1864 Teilnahme am Feldzug gegen Dänemark
- Januar bis Oktober 1864 von Hamburg aus unter zahlreichen Scharmützeln und Vorpostenplänkereien Vormarsch bis an die Nordspitze Jütlands.

1866 Teilnahme am Feldzug gegen Preußen
- Am 12. Juni 1866 verließ das Bataillon mittels Dampfer und Bahn Altona und begab sich nach Prag. Dort erfolgte die Mobilisierung. Unter anderem nahm das Bataillon an der Schlacht von Königgrätz teil. Dort war es am 3. Juli 1866 die letzte kämpfende Truppe auf dem Schlachtfeld.

Verluste: 10 Offiziere und 311 tote und verwundete Soldaten.
1914/18 an der Ost- und Italienfront eingesetzt:
Ostfront
- 1914 Ausmarsch und in Galizien Teilnahme an der Schlacht von Komarów und der Schlacht bei Rawa Ruska. Anschließend Rückzug an den San, Teilnahme an der Schlacht am San und Vormarsch bis Jaroslau. Nach den Schlachten bei Krakau und Limanowa Stellungskampf am Dunajec. Anschließend wurde das Bataillon in die Karpathen verlegt.
- 1915 Teilnahme am Karpathenfeldzug und den Kämpfen in Ostgalizien. Nach dem Abtransport nach Tirol

Italien
- 1916 Teilnahme an der Frühjahrsoffensive in Südtirol. Dabei Kämpfe am Hochplateau und im Adamellogebiet.
- 1917 am Civaron (Ortigaraschlacht) und im Suganertal. Im Rahmen der Winteroffensive 1917–18 stürmte das Bataillon den Monte Tondarecare und den Monte Meletta.
- 1918 letzte Kämpfe in Italien.

## Auftrag
Der Auftrag der Jägertruppe unterschied sich nicht von dem der k. u. k. Infanterieregimenter und der k. u. k. bosnisch-herzegowinischen Infanterie. Seit der großen Reform 1868 war die gesamte Fußtruppe einheitlich ausgebildet und bewaffnet. Nur aus historischen Gründen wurden an der unterschiedlichen Benennung festgehalten.

## Organisation

### Stand 1914
- Unterstellt: 121. Infanteriebrigade – 8. Infanterie-Truppendivision – XIV. Armeekorps
- Nationalitäten: 50 % Deutsche – 49 % Tschechen – 1 % Sonstige
- Ergänzungsbezirk: Eger
- Garnison: Borgo Valsugana (Im gleichen Jahr aus Tione di Trento hierher verlegt)

### Gliederung
Das Bataillon war 1849 in vier Kompanien gegliedert. Die 1. und 2. Kompanie bildeten die 1. Division, die 3. und 4. Kompanie die 2. Division.
Stärke im Juni 1866: 27 Offiziere und 1.055 Mann
1867 wurde die Jägertruppe neu organisiert, das Bataillon gliederte sich zu vier Kompanien.
1908 wurde eine Maschinengewehr-Abteilung aufgestellt.

#### August 1914
- Bataillonsstab
- 1. bis 4. Feldkompanie
- Maschinen-Gewehr-Abteilung

### Kommandanten
| Nr. | Name                                                   | Beginn der Berufung |
| --- | ------------------------------------------------------ | ------------------- |
| 1.  | Oberstleutnant Wenzel Schröder                         | 1. April 1849       |
| 2.  | Oberstleutnant Karl von Baltin                         | 1851                |
| 3.  | Oberstleutnant Georg Milanes                           | 1857                |
| 4.  | Oberstleutnant Franz Siller Ritter von Gambolo         | 1864                |
| 5.  | Oberstleutnant Alexander Baron Kuhn von Kuhnenfeld     | 1866                |
| 6.  | Oberstleutnant Ferdinand Czemak                        | 1875                |
| 7.  | Oberstleutnant Alois Mauler                            | November 1881       |
| 8.  | Major Ferdinand Mayer                                  | 1. Mai 1885         |
| 9.  | Major Heinrich Weinhofer                               | Mai 1890            |
| 10. | Major Karl Klarner                                     | Februar 1892        |
| 11. | Oberstleutnant Richard Kettner von Kettenau            | 1894                |
| 12. | Oberstleutnant Georg Mladenovic                        | 2. Dezember 1899    |
| 13. | Oberstleutnant Adolf Freiherr Stillfried von Rathenitz | Herbst 1905         |
| 14. | Oberstleutnant Josef Ritter von Paic                   | Mai 1912            |
| 15. | Oberstleutnant Wenzel Ort                              | Herbst 1913         |
| 16. | Oberstleutnant Wenzel Köbe                             | nach Juli 1914      |
| 17. | Oberstleutnant Heinrich Ritter Clanner von Engelshofen | 1918                |

## Bewaffnung und Ausrüstung

### Hauptbewaffnung
1854 war die Truppe mit Dornstutzen und Stutzen System Lorenz M. 1854 ausgerüstet. 1867 wurden die alten Stutzen gegen das Hinterladergewehr System Wänzl eingetauscht, 1869 erfolgte schließlich die Einführung des Hinterladergewehrs System Werndl. 1907 wurde das Repetiergewehr M. 5 eingeführt und 1908 erhielt die Truppe die ersten zwei Maschinengewehre System Schwarzlose M7.

### Sonstige Ausrüstung
1861 wurden das Jagdhorn mit der Bataillonsnummer in der Mitte eingeführt, 1863 wurden die Soldaten mit Kochgeschirren ausgerüstet.

### Uniform
1861 löste der Jägerhut den Tschako als Kopfbedeckung ab, 1908 wurde die Uniformordnung reformiert und die bisherige blaugraue Hose durch eine hechtgraue ersetzt.

## Sonstiges

### Personen im Bataillon
- Julius Lustig-Prean von Preanfeld, (* 11. Februar 1871 in Pilsen; † Juli 1957 in Wien), 1899 bis 1901 beim Feldjägerbataillon Nr. 22, zuletzt Generalmajor und Kommandant der 2. Kaiserjägerbrigade. Erhielt im Januar 1938 den Titel eines Feldmarschallleutnants.[1]
- Franz Freiherr von Berlepsch, (* 14. Februar 1875 in Bichor;  gefallen am 29. Oktober 1914 in Razlawice), 1909 beim Feldjägerbataillon Nr. 22, Offizier und erster österreichischer Lenkballonführer, zuletzt Hauptmann der k.u.k. Kaiserjäger

### Stiftungstag
Obwohl das Bataillon am 1. April aufgestellt worden ist, wurde der 1. März als Jubiläumstag gefeiert.

## Verweise